# Дриневский, Николай Павлович
Николай Павлович Дриневский (25 апреля 1938, Тонеж, Гомельская область — 28 апреля 2018) — советский, украинский и российский врач. Доктор медицинских наук (1990), профессор (1991).

## Биография
Родился в деревне Тонеж Лельчицкого района Гомельской области. Брат — Михаил Павлович Дриневский.
Окончил окончили фельдшерско-акушерское училище в Мозыре, затем, после двух лет работы фельдшером — три курса Гродненского мединститута и Крымский государственный медицинский институт (1965).
Заведующий Сологубовским фельдшерско-акушерским пунктом (1957—1959), врач, главный специалист, главный врач санатория им. 40-летия Октября, г. Евпатория (1965—1978).
В 1978—2003 — директор, с 2003 — зав. отделом прогнозирования, планирования и координации научных исследований Украинского научно-исследовательского института детской курортологии и физиотерапии.
В 1973—1992 — депутат Евпаторийского городского совета депутатов трудящихся и народных депутатов.
Автор более 250 научных работ.
Почётный гражданин Евпатории, звание присуждено 25 марта 2016.

## Научные работы
- «Дифференцированное грязелечение больных ревматоидным артритом» // ВФК. 1998. № 4;
- «Состояние и задачи организации санаторно-курортного лечения и оздоровления детей, пострадавших в результате Чернобыльской катастрофы» // ВД. 1998. № 5 (соавтор.);
- «Стан та перспективи розвитку наукових досліджень в курортології та фізіотерапії дитячого віку» // Там же. 1999. № 1 (соавтор.);
- «Приоритеты и организационные проблемы в деле сохранения и укрепления здоровья подрастающего поколения» // ВФК. 2005. № 2;
- «Курортное оздоровление — незаменимое звено в восстановлении защитных сил и укреплении здоровья подрастающего поколения» // Там же. 2006. № 2.